# Kwon Un-sil
Kwon Un-sil, född 17 september 1983, är en nordkoreansk bågskytt. Hon deltog vid olympiska sommarspelen 2008 och 2012.